# 阿爾文號
阿尔文号（Alvin，原名DSV-2）是美国海军所有、伍兹霍尔海洋研究所运营的一艘深潜潛水器，1964年6月5日从亚特兰蒂斯号海洋调查船（RV Atlantis）上下水。它迄今已执行过五千多次任务，在寻找泰坦尼克号的时候发挥过重要作用。

## 设计

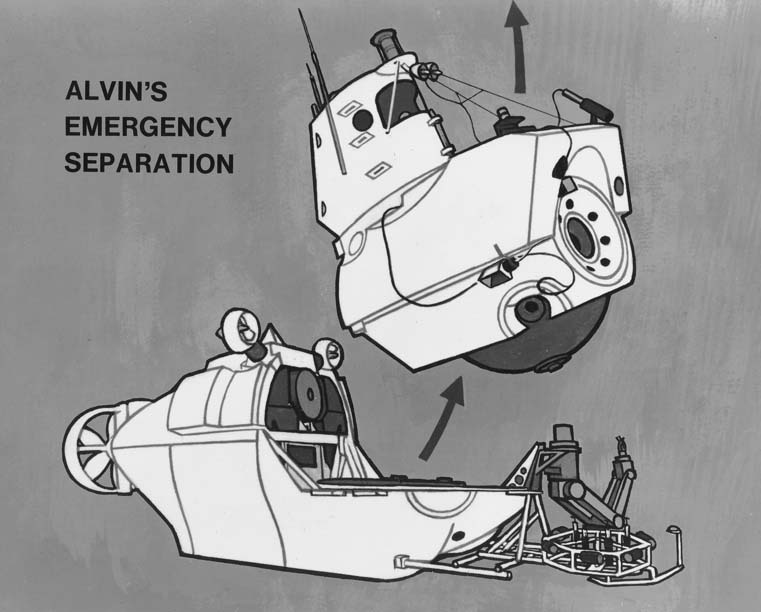
紧急脱离方式

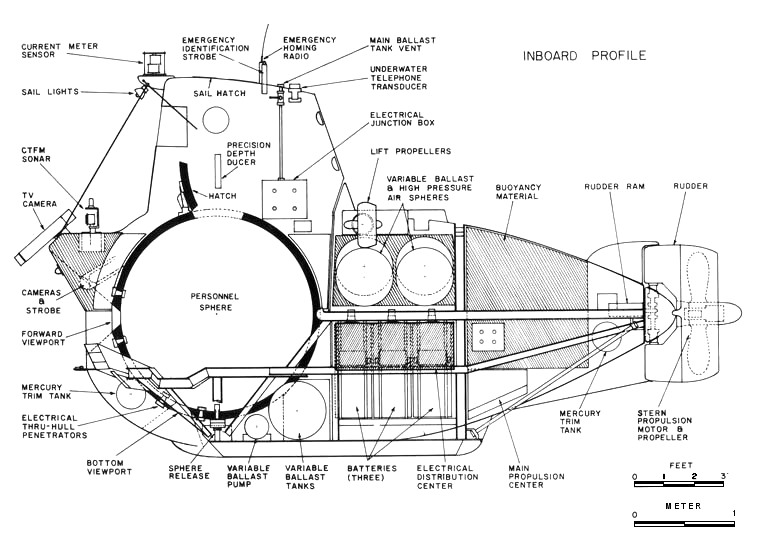
构造

它是为了取代操作难度较高的深海潜艇等设备而建造的，重约17吨，可搭载两名观测员和一名驾驶员。它有两个机械臂，但也可以视情况安装额外设备。在紧急情况下，其前后部分可以互相脱离。

## 外部连接
- WHOI's Alvin pages （页面存档备份，存于）